# Giacomo Balla
Giacomo Balla (Torino, 18. srpnja 1871. – Rim, 1. ožujka 1958.), talijanski slikar, kipar; jedan od inicijatora futurizma i njegov glavni teoretičar u slikarstvu. 

## Život i djelo
Balla je imao malo formalne umjetničke obuke, nakon što je nakratko pohađao akademiju u Torinu, preselio se u Rim u svojim dvadesetima. Vrhunac je doživio 1899. god. kada je izlagao na Venecijanskom bijenalu, Münchenu, Berlinu i Jesenjem salonu u Parizu. Kao mladi umjetnik uvelike je bio pod utjecajem francuskog neoimpresionizma, osobito tijekom boravka u Parizu 1900. god. Nakon povratka u Rim, usvojio je pointilistički stil i prenosio ga na dva mlada umjetnika, Boccionija i Severinija. Njegovi rani radovi odražavaju suvremene francuske trendove, ali i upućuju na njegov cjeloživotni interes u prikazivanju svjetla i svjetlosnih efekata.
Postupno je došao pod utjecaj milanskog pjesnika Filippa Marinettija koji je 1909. god. pokrenuo književni pokret futurizma, a koji slavi dinamizam moderne tehnologije. Zajedno s umjenticima kao što su Carlo Carrà, Luigi Russolo i Gino Severini potpisao je Boccioniijev „Manifest slikara futurista” (Manifesto dei pittori futuristi, 1910.) koji je promicao simbole moderne tehnologije - nasilje, snagu i brzinu, no za razliku od drugih futurista Balla nije bio opsjednut modernim strojevima ili nasiljem, već dinamikom kretanja, npr. svjetlosti. Tako je njegova slika Ulična svjetilja, studija svjetlosti (1909.) dinamičan prikaz svjetla s ozračjem brzine i hitrosti u duhu futurizma koji je očaran energijom modernog života. Jedno od njegovih najpoznatijih djela, Dinamizam psa na uzici (1912.) pokazuje gotovo kadar po kadar žene koja šeta psa na bulevaru. Rad ilustrira njegov princip simultanosti, tj. istovremeno prikazivanje više vremenskih dijelova (sekvenci) istog pokreta. Ovo zanimanje za hvatanje jednog trenutka u nizu planova je izvedeno iz kubizma, ali je također bez sumnje vezano za njegovo zanimanje za tehnologiju fotografije.
Tijekom 1. svjetskog rata Balla je naslikao niz slika u kojima je pokušao ostaviti dojam brzine kretanja plohama boja. Ove slike su možda najapstraktnije od svih drugih futurističkih djela. God. 1914. započeo je i niz skulptura bliskih ovim slikama, kao što su ova gore prikazana djela.
Poslije rata ostao je vjeran futurističkom stilu dugo nakon što su ga drugi futuristi napustili. Pored slikarstva, istraživao je scenski dizajn, grafički dizajn, pa čak i glumu. Na kraju svoje karijere napustio je svoju životnu potjeru za bliskost apstrakciji i vratio se više tradicionalnom stilu slikanja.